# Emilio Estevez-Tsaï
Emilio Estevez-Tsaï (chinois : 蔡立靖), né le 10 août 1998 à Toronto en Ontario, est un footballeur international taïwanais. Il joue au poste de milieu de terrain à l'Ourense CF.

## Biographie

### Carrière en club
En octobre 2018, Emilio Estevez-Tsaï participe aux essais «GotGame» organisés par la Première ligue canadienne. Il travaille alors en tant que réparateur de toit afin de payer les frais d'enregistrement. Le 8 février 2019, Estevez-Tsaï devient un joueur professionnel en rejoignant le York9 Football Club. Le 4 mai, il joue son premier match pour le York9, au cours duquel il délivre une passe décisive.

### Carrière internationale (depuis 2019)
Emilio Estevez-Tsaï est né au Canada d'un père espagnol et d'une mère taïwanaise. Il a donc le droit de s'engager avec l'Espagne, le Canada ou Taïwan.
En février 2019, Emilio Estevez-Tsaï est convoqué pour la première fois en équipe de Taipei chinois par le sélectionneur national Louis Lancaster, pour un match amical contre les Îles Salomon, mais n'entre pas en jeu. En octobre 2019, il est de nouveau convoqué en sélection par le sélectionneur national Louis Lancaster, pour un match des éliminatoires de la Coupe du monde de 2022 contre l'Australie.
Le 15 octobre 2019, il honore sa première sélection contre l'Australie, lors du deuxième tour des éliminatoires de la zone Asie de la Coupe du monde de 2022. Lors de ce match, il commence la rencontre comme titulaire, et sort du terrain à la 68e minute de jeu, en étant remplacé par Will Donkin. Le match se solde par une défaite de 7-1 des Taïwanais.